# Sven Vabar
Sven Vabar (ur. 1977 w Tallinnie) – estoński pisarz, krytyk literacki.
W latach 1995–2002 na Uniwersytecie w Tartu studiował dziennikarstwo i w latach 2002-2007 semiotykę. Tematem jego pracy licencjackiej i magisterskiej był obraz świata w twórczości estońskiego poety i teologia Uku Masinga.
Pracuje w Estońskim Muzeum Literatury zajmując się teorią kultury i literatury. Współpracuje również z szeregiem gazet i czasopism pisząc recenzje filmów i książek, teksty krytycznoliterackie, wywiady z pisarzami. Pracował dla Radia Wolna Europa oraz w programie radia estońskiego Ööülikool (Nocny Uniwersytet) w audycjach poświęconych kulturze.
Na łamach prasy (czasopisma Vikerkaar, Vihik, Sirp, Müürileht oraz Tartu Postimees) publikuje także teksty literackie, opowiadania i nowele.
W 2010 r. został wyróżniony nagrodą im. Friedeberta Tuglasa za opowiadanie Musta lennuki kirik, zamieszczone w tomie Tartu rahutused, red. Berk Vaher, Tallinn 2009.